# Ting Kuan-ken
Ting Kuan-ken (čínsky pchin-jinem Dīng Guāngēn, znaky tradiční 丁關根; září 1929 – 22. července 2012) byl čínský komunistický politik, původně železniční inženýr začátkem 80. let přešel do politiky. V letech 1985–1988 byl ministrem železnic a také kandidátem politbyra (1987–1992), poté vedoucím úřadu pro záležitosti Tchaj-wanu (1988–1990), vedoucím oddělení jednotné fronty (1990–1992) ústředního výboru Komunistické strany Číny. Od roku 1992 zaujímal pozici vrchního ideologa komunistické strany jako člen politbyra (1992–2002), tajemník sekretariátu ústředního výboru (1989–2002) a vedoucí oddělení propagandy ústředního výboru i ústřední skupiny pro propagandu a ideologii (1992–2002) a ústřední komise pro řízení výstavby duchovní civilizace (1997–2002). V 80. letech patřil k nadaným politikům mladší generace vyzdviženým Teng Siao-pchingem, v 90. letech patřil ke konzervativním spojencům generálního tajemníka Ťiang Ce-mina.

## Život
Ting Kuan-ken se narodil v září 1929 ve Wu-si na jihu provincie Ťiang-su. Roku 1951 absolvoval Šanghajskou univerzitu dopravy. Po studiích pracoval v námořním úřadu ministerstva spojů. Roku 1956 vstoupil do Komunistické strany Číny. V letech 1958–1969 pracoval na ministerstvu železnic Čínské lidové republiky. Během kulturní revoluce v letech 1969–1972 byl dělníkem. V letech 1972–1975 pracoval na Vysoké škole dopravní. Poté se vrátil na ministerstvo železnic: jako zástupce ředitele úřadu pro zahraniční záležitosti v letech 1975–1981 a jako ředitel úřadu pro vzdělávání v letech 1981–1983. Roku 1983 na dva roky přešel na místo zástupce generálního sekretáře Všečínského shromáždění lidových zástupců.
V červnu 1985 byl jmenován ministrem železnic Čínské lidové republiky a v září téhož roku přijat mezi členy ústředního výboru Komunistické strany Číny. K jeho politickému vzestupu přispěl i blízký vztah s vůdcem komunistické strany a státu Teng Siao-pchingem, Ting Kuan-ken totiž patřil k Tengovým partnerům při hraní bridže, Ting Kuan-ken tak patřil k těm čínským politikům, které Teng „objevil a vytáhl vzhůru“. Na XIII. sjezdu KS Číny v říjnu/listopadu 1987 byl zvolen kandidátem politbyra. Následujícího roku však po sérii smrtelných železničních nehod odstoupil z funkce ministra. Poté v letech 1988–1990 vedl Úřad pro záležitosti Tchaj-wanu při Státní radě Čínské lidové republiky, současně byl místopředsedou Státní plánovací komise.
Při reorganizaci stranického vedení v červnu 1989 byl zvolen tajemníkem sekretariátu ústředního výboru a jeho kariéra nabrala opět vzestupný směr. Roku 1990 byl jmenován vedoucím oddělení jednotné fronty ústředního výboru KS Číny. Na XIV. sjezdu KS Číny v říjnu 1992 byl zvolen členem politbyra a tajemníkem sekretariátu ÚV KS Číny, v prosinci téhož roku převzal vedení oddělení propagandy ústředního výboru (namísto oddělení jednotné fronty) a stal se i vedoucím ústřední vedoucí skupiny pro propagandu a ideologii. Postavení člena politbyra zodpovědného za ideologii a propagandu si uchoval i po XV. sjezdu KS Číny v září 1997, přitom navíc od května 1997 předsedal nově zřízené ústřední komisi pro řízení výstavby duchovní civilizace, nejvyššího útvaru odpovědného za koordinaci politiky strany v oblasti ideologie a kultury. Se svým zástupcem v komisi pro výstavbu duchovní civilizace Li Tchie-jingem byl uváděn jako klíčový stoupenec Ťiang Ce-mina. Počítán byl mezi konzervativní členy čínského vedení.
Na XVI. sjezdu KS Číny v listopadu 2002 se vzdal politických funkcí a odešel do penze. Zemřel 22. července 2012 v Pekingu. Je pohřben na Papaošanském revolučním hřbitově.